# Grève des sages-femmes de 2013-2014
La grève des sages-femmes de 2013-2014, démarrée le 16 octobre 2013, a été une des plus longues grèves au sein de la fonction publique française, puisqu'elle aura duré plus d'un an. À l'initiative du Collectif des sages-femmes, constitué de plusieurs organisations syndicales et associations représentatives des sages-femmes (l’ONSSF, Organisation nationale syndicale des sages-femmes, le CNSF, Collège National des Sages-Femmes, la Cnema, Conférence nationale des enseignants en maïeutique, l'Anesf, Association nationale des étudiants sages-femmes, L'ANsfc, l’Association Nationale des Sages-Femmes Cadres et le Syndicat CFTC Santé-Sociaux). La grève touchera presque 90 % des maternités de France et verra défiler plusieurs milliers de sages-femmes au cours des quatre manifestations sur Paris, ainsi que l'organisation de plusieurs événements et blocage (envahissement des locaux de France Télévision ou d'agence Pole emploi, blocages de routes et péages, campements dans l'enceinte des Hôpitaux),. Les principales revendications de ce mouvement était d'ordre statutaire et liées à la place de la profession dans le système de santé (statut des sages-femmes Hospitalières, statut des étudiants, des enseignants et Praticien Premiers Recours)

## Genèse
Dès la mise en place du nouveau gouvernement en mai 2012, différentes associations et syndicat de sages-femmes ont demandé à être reçus par la ministre de la Santé, Marisol Touraine. Devant l’absence de réponse du ministère, les organisations qui constituent le Collectif des sages-femmes ont lancé un appel le 18 juin 2013 depuis Bruxelles auprès des parlementaires européens sur le manque de reconnaissance de la profession de sage-femme. N’ayant toujours pas obtenu d’entrevue, le Collectif des sages-femmes organise un sit-in devant le ministère de la santé le 16 octobre 2013 menaçant de camper tant que les représentants ne seraient pas reçus.  
Leurs principales demandes sont d'ordre de la reconnaissance et de la visibilité de l’ensemble de la profession de sage-femme.   
Il existe trois professions médicales en France, inscrites dans le Code de la santé publique : les médecins, les dentistes et les sages-femmes. Les tracts distribués au public reprennent les compétences et les principales revendications des sages-femmes : être utilisées pour l’ensemble de leurs compétences, intégrer les sages-femmes hospitalières dans le statut hospitalier des professions médicales (qui sont les médecins, les dentistes et les pharmaciens), intégrer les étudiants sages-femmes dans le statut d'étudiant hospitalier pour avoir les mêmes droits que les étudiants en médecine, odontologie et pharmacie, et un statut de professeur pour les enseignants sages-femmes qui n'ont actuellement pas de statut pour enseigner.  

## Chronologie de 2013 à 2014

### Octobre 2013: l'appel
Le 16 octobre 2013, une centaine de sages-femmes et d’étudiants sages-femmes se sont rassemblés à l’appel du Collectif des sages-femmes pour un sit-in devant le Ministère de la Santé, qui persistait à ignorer les sollicitations des sages-femmes ; la profession avait déjà manifesté sur les mêmes thèmes en 2011,.
Le jour même, à la suite d’une entrevue avec des conseillers de Marisol Touraine, les représentants du Collectif des sages-femmes découvrent l'absence de mention des sages-femmes dans le projet de loi de santé publique de 2014. Le Ministère de la Santé propose alors au Collectif des sages-femmes « un atelier de périnatalité », ce que Caroline Raquin, présidente de l'Organisation nationale syndicale des sages-femmes (ONSSF) et porte-parole du Collectif des sages-femmes, qualifiera plus tard lors d'une interview sur LCI « d'atelier de couture ».
L’appel à la grève générale et illimitée est lancé le soir même, grève soutenue par le Conseil national de l’ordre des sages-femmes. En quelques jours, elle touchera 70 % des maternités de France. Cependant, l’hôpital est soumis à une obligation de service public, les sages-femmes sont assignées à leurs postes. Les hôpitaux sont peu perturbés et la grève est peu visible. Devant le manque de relais du mouvement par les médias nationaux, le Collectif des sages-femmes organise un siège des locaux de France Télévision le 26 d'octobre 2013 afin de faire enfin entendre leur voix,.
De plus pour dénoncer l’invisibilité de la profession au sein du système de soins, le Collectif des sages-femmes appelle à l’arrêt du codage des actes qu’elles réalisent elles-mêmes, la classification commune des actes médicaux (CCAM) étant celle réservée aux médecins, invoquant que la facturation des accouchements, qu’elles pratiquent seules, dans les hôpitaux constitue une fraude généralisée à l’assurance maladie. Les directions d'hôpitaux, mises à mal par ce manque à gagner, multiplieront les pressions à l’encontre des sages-femmes. (Formation ajournée ou refusée, modification de planning, congés refusés). L'ONSSF annoncera dans un communiqué le 8 novembre 2013 que lors des négociations avec la sécurité sociale, elle a obtenu la création de la CCAM pour les actes médicaux pratiqués par les sages-femmes.

### Novembre 2013, première manifestation: La marche des sages-femmes
Au début du mois de novembre, la grève s’étend et touche jusqu’à 90 % des maternités,.
À l’Assemblée nationale, lors des questions au gouvernement, la députée Véronique Louwagie demande à la Ministre de la Santé de recevoir les sages-femmes. Pendant la réponse de la Ministre expliquant que les discussions sont en cours, des bancs de l'opposition on entendra à plusieurs reprises « Recevez-les ! ».
La première manifestation appelée « La marche des sages-femmes », a lieu le 7 novembre et réunit près de 7000 sages-femmes et étudiants sages-femmes dans les rues de Paris, de la Place Denfert-Rochereau au Ministère de la Santé. Un cahier de doléances rassemblant l'ensemble des revendications des sages-femmes est remis à l'arrivée du cortège. Habitué aux manifestations plutôt pacifiques des sages-femmes, les forces de l'ordre ne prennent pas la mesure de la colère et se font déborder, les manifestants ayant dépassé les barrières et tenté à plusieurs reprises d'envahir le ministère.
Le 19 novembre 2013, la ministre de la Santé, Marisol Touraine et la ministre de l’Enseignement Supérieur et de la Recherche, Geneviève Fioraso annoncent la mise en place de quatre groupes de travail afin de répondre aux différentes problématiques :
- la reconnaissance statutaire des sages-femmes hospitalières ;
- la place des sages-femmes comme acteurs de 1er recours ;
- l’évaluation des décrets de périnatalité ;
- la formation des sages-femmes et la recherche en maïeutique.

Le 26 novembre, à l'Assemblée nationale, Marisol Touraine est à nouveau interrogée sur le mouvement des sages-femmes, cette fois-ci par le député Dominique Dord qui demande la reconnaissance de leur statut médical.

### Décembre 2013: la décision reportée
Au mois de décembre, commencent les premiers groupes de travail, cependant les sages-femmes décident de maintenir la grève. Dans certains groupes, notamment le groupe sur le statut hospitalier, les centrales syndicales sont invitées par le ministère à participer, dont certaines sont hostiles à une sortie de la fonction publique hospitalière (CGT, FO, Sud, UNSSa, CFDT).
Le Collectif des sages-femmes dénonce dans ses communiqués la partialité des débats et notamment du chargé de mission (Édouard Couty). Marisol Touraine ayant annoncé la date de sa décision au 20 décembre, le Collectif des sages-femmes organise une nouvelle « marche des sages-femmes » le 16 décembre, qui est aussi une date de réunion du groupe de travail sur le statut. La deuxième « marche des sages-femmes » rassemble entre 4000 et 6000 sages-femmes et étudiants sage-femme, , .
Pendant la réunion, le Collectif des sages-femmes constatant que la revendication de rejoindre le statut des personnels médicaux hospitaliers n’est même pas l’objet de discussion, claque la porte du ministère et annonce qu’il ne participera plus à cette “mascarade”. Le Conseil national de l’ordre des sages-femmes quitte également la réunion et dénonce le fait que « le ministère n’envisage toujours pas de solution à la hauteur des compétences et de la responsabilité » des sages-femmes. « Il a été immédiatement exclu qu’elles puissent intégrer le statut de praticien hospitalier, alors que celui-ci rassemble les autres professions médicales (médecins, chirurgiens-dentistes) et les pharmaciens »,.
Malgré l’hiver et la neige, les sages-femmes diversifient leurs actions, des campements devant les maternités se multiplient un peu partout en France (Paris, Lyon , Grenoble, Rennes, Chambéry, Laval, Dijon, Rouen, Marseille), ainsi que des blocages de péages autoroutiers.
Les réunions des groupes de travail continuent mais celui sur le statut hospitalier se poursuit sans les organisations du Collectif des sages-femmes ni le Conseil national de l’ordre, mais seulement avec une partie des centrales syndicales (CGT, FO, Sud, UNSSa, CFDT, CFE-CGC). 
À l’approche de la décision de la ministre, le mouvement se radicalise les maternités sont perturbées car un certain nombre se voient contraintes de fonctionner sans la présence des sages-femmes malgré les procédures d’assignation. Selon les organisations, « elles sont à bout » après 2 mois de grève intensive. De nombreux arrêts de travail se déclarent dans toute la France,.
À l’assemblée nationale, le 18 décembre, la ministre de la Santé est questionnée sur les actions menées en réponse aux attentes des sages-femmes par la députée Véronique Louwagie. Le sujet provoque de nombreux chahuts car la question de la députée met en cause directement Marisol Touraine dans sa gestion du mouvement des sages-femmes puisqu'elle s'adresse au premier ministre, Jean-Marc Ayrault.
Véronique Louwagie : « Monsieur le Premier ministre, les sages-femmes méritent mieux que d’être manipulées et même déconsidérées par une proposition ne reconnaissant pas leur statut médical. L’attitude de Mme la ministre des Affaires Sociales et de la Santé, qui consiste à diviser pour mieux régner, contribue à rabaisser la profession et risque d’entraîner un durcissement du mouvement. Monsieur le Premier ministre, allez-vous recevoir vous-même les sages-femmes, dans la mesure où Mme Touraine ne les écoute pas ? Allez-vous recevoir le Collectif des sages-femmes, seule entité représentative aux yeux de ces professionnelles ? »
C'est néanmoins Marisol Touraine qui répondra à la question : « À l’évidence, madame la députée, un peu de mauvaise foi ne nuit pas...(...)Je veux également vous assurer (...) de la détermination absolue du Gouvernement pour permettre que les sages-femmes soient mieux reconnues, mieux identifiées dans notre système de santé, qu’il s’agisse de leur place comme professionnelles médicales de premier recours ou de leur statut à l’hôpital. »
Alors que les maternités des hôpitaux subissent une grande désorganisation due notamment aux arrêts de travail, le 20 décembre 2013, Marisol Touraine qui devait trancher, annonce finalement au cours d’une conférence de presse la prolongation de la concertation concernant, notamment, la question du statut hospitalier, précisant « qu’il n’y a pas de consensus au sein de la profession », faisant ainsi valoir le désaccord des centrales syndicales (FO, CGT, CFDT, Unsa). Les groupes de travail sont reconduits jusqu’à mars 2014, avec l'ouverture d'une possibilité sur un statut hors fonction publique et invite les syndicats de praticiens hospitaliers à participer au groupe de travail.
À l’issue de la conférence de presse, après trois mois de lutte, et malgré l'annonce des prolongations des groupes de travail, la grève est reconduite à la suite de l'assemblée générale nationale tenue par le Collectif des sages-femmes. Environ 70 % des maternités sont toujours en grève,.
Le mouvement ayant pris de l’ampleur des personnalités politiques et des membres du gouvernement sont invités à se prononcer sur les revendications des sages-femmes. Michel Sapin, alors ministre du Travail, questionné sur la revendication de changement de statut répond : « Quand on est sage-femme, on fait des choses extraordinaires, exceptionnelles, mais est-ce le même métier [que celui de médecin] ? »,. Interrogée pour designer la personnalité de l’année, Christiane Taubira, ministre de la Justice désignera « les sages-femmes », alors que la profession est en conflit avec son ministre de tutelle.

### Janvier 2014. Les groupes de travail
En janvier, les groupes de travail concernant les sages-femmes reprennent, dans le même temps la mobilisation reste importante, les assemblées générales à Paris et en province reprennent. De tous les groupes de travail, formation et recherche, 1er recours/parcours de santé de la femme, celui sur le statut concentre toujours toutes les attentions. Le 13 janvier, la concertation sur le statut des sages-femmes hospitalières reprend en présence des organisations du Collectif des sages-femmes, de l'ensemble des centrales syndicales et des syndicats de praticiens hospitaliers (PH). Un calendrier de quatre réunions est annoncé (22, 29 janvier et 6 et 19 février). Le Collectif des sages-femmes rédige à l’attention des professionnels et du ministère plusieurs documents de propositions sur l’avenir de la profession dans le cadre de la “stratégie nationale de santé” initiée par la Ministre de la Santé et prévue pour être votée à l’assemblée au mois de juin,.
Le mardi 21 janvier, alors qu’a lieu la deuxième réunion pour le premier recours et le parcours de santé des femmes, le Syngof fait paraître un communiqué qui fera grand bruit, où notamment le syndicat « alerte les pouvoirs publics sur les conséquences des dérapages dans la pratique de certaines sages-femmes. L’autonomisation des sages-femmes, portée par le climat d’effervescence actuel, ne peut se faire qu’au péril des patientes. ».
Face à l’opposition exprimée par certains syndicats de médecins, les relations se dégradent entre les représentants des deux professions. Caroline Raquin, présidente de l'ONSSF qualifie de « Pitoyable, ultra-corporatiste » ces propos et précise qu'il n'est pas demandé davantage d'autonomie, mais la reconnaissance de la leur. Le syndicat des gynécologues-obstétriciens (Syngof) et la Fédération nationale des collèges de gynécologie médicale (FNCGM), avait déjà lancé une pétition : « Céder aux sages-femmes sur le « premier recours », c’est brader la santé des femmes et revenir loin en arrière ».
Le mercredi 22 janvier au matin, a lieu la cinquième réunion sur le statut des sages-femmes hospitalières, les représentants du Collectif des sages-femmes, en préalable, rappellent le caractère diffamatoire du communiqué qui ne suscitera aucune réponse.
Une dissension particulière apparaît alors au cours des échanges, dans la gestion des unités physiologiques, les Syndicats de PH s’opposent à ce que les sages-femmes gèrent en toute autonomie ces unités. 
Le 30 janvier, les usagers, au travers du Ciane (Collectif interassociatif autour de la naissance), dénoncent la campagne de dénigrement à l’encontre des sages-femmes concernant les différents communiqués et déclarations des représentants du Syngof (syndicats de gynécologues) et de la FNCGM (Fédération nationale des collèges de gynécologie médicale).

### Février 2014: Les tensions
En février, les groupes de travail se poursuivent, les communiqués du Collectif des sages-femmes expriment un certain mécontentement et dénoncent la lenteur des débats. Il appelle ainsi à une 3e marche des sages-femmes, le 19 février 2014.
Plusieurs milliers de sages-femmes marcheront à nouveau de la Place Denfert-Rochereau jusqu'au ministère des Affaires sociales et de la Santé, .
Le jour même, la ministre de la Santé, Marisol Tourraine, doit répondre à nouveau à une question à l’Assemblée nationale de la députée Bérengère Poletti, portant essentiellement sur le statut des sages-femmes hospitalières et la création d'un « statut bâtard » selon ses propres termes. La ministre répond que les discussions sont en cours et qu’elle communiquera bientôt sa décision, prévue pour fin mars.
Le 20 février 2014, à la suite des différents communiqués des représentants de médecins, le Conseil national de l'Ordre des sages-femmes porte plainte pour « manquement au devoir de confraternité »,, à l’encontre des présidents de syndicats de gynécologues : Michèle Scheffler, présidente  de la Fédération nationale des collèges de gynécologie médicale (FNCGM) et Jean Marty, président du Syndicat national des gynécologues obstétriciens de France (Syngof),
Le 22 février, a lieu la dernière réunion sur le statut des sages-femmes hospitalières ; Caroline Raquin, porte-parole du collectif des sages-femmes, rappelle en ouverture des débats que « Le mouvement des sages-femmes depuis 4 mois est historique, 4 mois de grève avec une mobilisation sans précédent... et que l’ensemble des débats autour de cette table a été dominé par les enjeux de pouvoir et des pressions exercées de tous bords ». La CFTC, dénonce des « pressions » exercées sur l’Anesf (Association nationale des étudiants sages-femmes) à quelques jours de la manifestation. Édouard Couty, chargé des groupes de travail, réfutera l’exercice de pression mais reconnaîtra avoir téléphoné pour aborder la question spécifique des étudiants sages-femmes.

### Mars 2014: Les déceptions
Le 4 mars 2014, lors d’une conférence de presse au ministère de la santé, Marisol Tourraine annonce « des avancées essentielles et sans précèdent pour les sages-femmes ».
Les 5 mesures :
- La création d’un statut médical de sages-femmes des hôpitaux
- Une campagne de communication pour valoriser les compétences des sages-femmes.
- De nouvelles responsabilités confiées aux sages-femmes. (Les unités fonctionnelles pourront être confiées au sages-femmes, mais en lien avec les médecins, associées aux recherches...)
- Formation renforcée,
- Revalorisations salariales

Dès la fin de la conférence de presse, des sages-femmes ainsi que les représentants du Collectif des sages-femmes, réunis devant le ministère de la santé, expriment leur colère contre les mesures annoncées par la ministre de Santé et préviennent que le mouvement de grève ne s'arrêtera pas. Caroline Raquin, porte parole du Collectif des sages-femmes, dénoncera une “coquille vide” et le “manque de courage” de la Ministre de la santé. Le Collectif des sages-femmes dans un communiqué dénonce un « faux statut qui ne serait en réalité qu’un titre sans contours légaux clairs, de fausses annonces présentées comme des nouveautés alors que ces décisions date de 2002" (comme la gestion des carrières par les affaires médicales et non des soins infirmiers) ». Il considère également que le reste des revendications est "négligé" notamment la formation et la recherche, ainsi que le premier recours, c’est-à-dire un parcours identifié pour la santé des femmes. Les centrales syndicales réunies en intersyndicale se félicitent pour leur part de la décision de la Ministre de rester dans la fonction publique hospitalière et exprime leur volonté d'entamer des négociations salariales rapidement.
Le 11 mars 2014, le Collectif des sages-femmes en appelle au Premier ministre, estimant « qu’il n’y a plus d’interlocuteur responsable au ministère de la santé », et annonce l'organisation d’une semaine noire à partir du 16 mars 2014, dont le jeudi serait le point culminant. Dès le lundi, plus de 600 cabinets de sages-femmes libérales sont fermés et 75 % des maternités sont en grève. Plusieurs opérations sur l'ensemble du territoire sont organisées, des opérations escargots sont lancées à Rennes, Toulouse, Marseille, ; à Angoulème, les sages-femmes déposent une gerbe devant la statue du pôle mère-enfant de Girac ; à Paris, le jeudi, une cinquantaine de sages-femmes investissent le pôle emploi du 4e arrondissement “puisque leur profession va disparaître”.
Lors du premier tour des municipales le 27 mars, les sages-femmes s'organisent pour interpeller les élus devant leurs bureaux de vote. À Tulle, une délégation de sages-femmes se verra accorder un entretien avec le Président de la République, François Hollande, à sa sortie du bureau de vote. À Nantes, une autre délégation est reçue pendant plus d’une heure par le directeur de cabinet du Premier ministre.

### Avril 2014: Les divisions
Début avril, un communiqué de presse signé conjointement par l’ONSSF et le SML (syndicat des médecins libéraux) affirme le soutien du SML aux revendications des sages-femmes, afin de démontrer que l’ensemble des médecins ne partagent pas l’opposition exprimée par certains de leurs syndicats .
Lors du 2e tour des élections municipales, ce sont des ministres, tels que Manuel Valls ou Najat Vallaud-Belkacem qui sont approchés par des groupes de sages-femmes.
Le 12 avril 2014, à la suite du changement de gouvernement, une lettre ouverte est envoyée au nouveau Premier Ministre, Manuel Valls, et sollicite une entrevue. Le 10 avril, une circulaire parait au Journal Officiel, relative aux mesures prises en faveur de la reconnaissance des sages-femmes hospitalières.
Le 29 avril a lieu l’ouverture des négociations pour les salaires et le statut hospitalier, auxquelles ne sont désormais conviées que les centrales syndicales. Des membres du Collectif des sages-femmes, seule la CFTC sera présente ; ni les organisations professionnelles, ni la représentation étudiante.

### Mai 2014: Les désillusions
Le 3 mai, l’European Midwives Association diffuse une lettre de soutien au mouvement des sages-femmes de France. Le 5 mai, à l’occasion de la Journée internationale de la sage-femme, le Collectif des sages-femmes organise une nouvelle marche des sages-femmes, la 4e en sept mois. Pendant le défilé, un groupe de sages-femmes bloquera un train pendant plus d'une heure à la gare Montparnasse. Le même jour un envoi massif “d'acte de naissance” est adressé aux députés, accompagné d'un bracelet de naissance avec leur nom et date de naissance. Lors des questions à l’Assemblée nationale, Marisol Tourraine est interrogée sur la poursuite du mouvement de grève et les manifestations, malgré ses décisions, par la députée Valerie Boyer qui lui reproche de faire « sciemment de la désinformation », créant des remous au sein des bancs de la majorité et précisant que « Les sages-femmes ne demandent en aucun cas le statut de médecin, elles demandent celui, très différent, de praticien hospitalier ». La Ministre répond qu’elle a pris des décisions concrètes alors que la précédente majorité n’a rien fait, déclenchant les mêmes exclamations sur les bancs des députés de l’opposition.
Les différents groupes de travail se poursuivent néanmoins : le 12 mai, réunion plénière sur revalorisation salariale, le 19 mai a lieu la réunion sur le premier recours et le 26 mai : révision des décrets de périnatalité et la place des sages-femmes en ville. Le 28 mai, Journée internationale d'action pour la santé des femmes, des sages-femmes organisent un peu partout en France des défilés, happenings, et la distribution de tracts sur les places des grandes villes.

### Juin 2014: Le mouvement s’essouffle.
Le 3 juin, lors de la dernière réunion dite “statut-salaire”, les centrales syndicales réunies en intersyndicale (CGT, SUd, CFDT, Unsa) , lancent un appel national à se rassembler devant le ministère pour peser sur les négociations salariales, jugeant les propositions insuffisantes. De son côté Le Collectif des sages-femmes n’a pas appelé au rassemblement, expliquant « que le salaire découle du statut ». Une centaine de personnes seront présentes devant les portes du ministère de la Santé.

### Sortie du mouvement
Le collectif des sages-femmes annonce une suspension de la grève, au profit d’actions plus fortes et ponctuelles, relevant que l’intégration à l’université n’est pas acquise, le statut des étudiants en attente, la place de la sage-femme dans la stratégie nationale de santé toujours pas définie, en attente d’une présentation au parlement qui devait être fin juin et finalement repoussée janvier 2015 puis au printemps 2015.  
Le 16 octobre en soit un an après le début du mouvement, des actions symboliques devant l'université Paris V et l’université de Marseille, sont organisées. À Marseille, le mot "Maïeutique" est ajouté sur les grilles de l'université à la suite de l'inscription "Facultés de médecine, pharmacie & odontologie". 
Après un an de mouvement, Le projet de loi santé, point de départ du mouvement, intègre la profession de sage-femme sur des points précis, comme l’IVG médicamenteuse, la vaccination, la prévention, la définition d’un statut d’étudiant sage-femme, en attendant la loi définitive.